# Partidul Național-Țărănesc

Simbolul Partidului Național Țărănesc de-a lungul epocii interbelice

Partidul Național-Țărănesc (abreviat PNȚ) a fost un partid politic format la data de 10 octombrie 1926 prin fuziunea Partidul Național Român din Transilvania (condus de Iuliu Maniu) cu Partidul Țărănesc din Vechiul Regat (condus de Ion Mihalache). Partidul s-a afirmat în perioada interbelică ca alternativă de guvernământ la Partidul Național Liberal (PNL) și ca o forță care a susținut menținerea regimului democratic-constituțional, în contextul creșterii tendințelor  totalitare fasciste. Partidul a fost scos în afara legii la 31 martie 1938, când a fost instaurată dictatura regală. După Al Doilea Război Mondial s-a încheiat, formațiunea a revenit în legalitate și a fost principală forță politică care s-a opus ocupației sovietice a României. Liderii PNȚ au fost persecutați pentru curajul lor (ulterior membrii supraviețuitori fiind urmăriți de Securitate, e.g., Ion Diaconescu), fiind condamnați ilegal și abuziv la ani grei de închisoare de comuniști, unde mulți dintre ei, inclusiv Iuliu Maniu și Ion Mihalache, și-au găsit sfârșitul. Partidul a fost ulterior desființat de comuniști la data de 29 iulie 1947. Partidul continuator al Partidului Național Țărănesc (PNȚ) în politica românească în perioada postdecembristă este Partidul Național Țărănesc Creștin Democrat (PNȚCD), refondat de Corneliu Coposu.

## Constituirea partidului

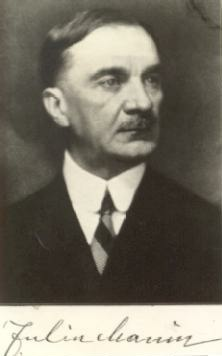
Iuliu Maniu - portret și semnătură

La 3 martie 1923 s-a ajuns la realizarea unei înțelegeri între Partidul Național Român din Transilvania și Partidul Țărănesc din Vechiul Regat împotriva Partidului Național Liberal al lui Ionel Brătianu, care dorea o nouă constituție. Lupta Partidelor lui Maniu și Mihalache nu a reușit însă să împiedice adoptarea Constituției din 1923.
La 10 februarie 1924, Partidul Țărănesc a adresat partidelor din opoziție o scrisoare prin care propunea crearea unui front unit, pe baza unei platforme care includea, între altele: împiedicarea guvernului de a realiza „legiuirile de aplicare a Constituțiunii sale și a legilor de acaparare a avuțiilor statului”; răsturnarea guvernului liberal, stabilirea unui regim legal și constituțional; anularea legislației liberale . Singurul partid care a răspuns apelului a fost Partidul Național. La începutul lunii mai 1924 între Vasile Goldiș, Iuliu Maniu și Constantin Stere au început tratativele în vederea fuziunii, pe baza unui program în zece puncte alcătuit de Stere. Acordul de fuziune a fost semnat în iunie 1924 de Maniu și Mihalache și prevedea repartizarea unui număr egal de posturi între cele două partide în conducerea acestuia, președinția urmând a fi preluată de Iuliu Maniu.
Cu toate acestea, fuziunea a eșuat, din cauza unei serii de neînțelegeri de ordin programatic, dar și a dezacordului în privința componenței Delegației Permanente a Partidului și în special, a refuzului naționalilor de a accepta prezența lui Constantin Stere în acest organism.
Cele două partide s-au prezentat totuși cartelate la alegerile pentru Camerele Agricole din 25 august 1925, reușind cu această ocazie să învingă pe candidații PNL. După aceasta, la sfârșitul anului 1925 s-a încheiat un acord de guvernare, iar la începutul anului 1926, în contextul în care mandatul de guvernare a patru ani al PNL era pe cale să expire, alianța național-țărănistă era pe cale să preia guvernarea. Regele Ferdinand a preferat însă să numească în funcția de prim-ministru pe Alexandru Averescu, care se bucura și de încrederea liderului liberal, Ion I. C. Brătianu.
În urma unor tratative „cu ușile închise”, în septembrie 1926 s-a încheiat un nou acord de fuziune între Maniu și Mihalache. Nicolae Iorga a respins cu tărie fuziunea, demisionând din Partidul Național. La 10 octombrie 1926 congresele celor două partide au aprobat în mod simultan fuziunea celor două partide, noul organism politic urmând să poarte denumirea de Partidul Național-Țărănesc.

## Activitatea politică

### Lupta pentru preluarea puterii (1926-1928)
În epoca de constituire a PNȚ, viața politică internă a României era dominată de Partidul Național Liberal și de liderul necontestat al acestuia, Ion I. C. Brătianu. Un factor suplimentar, care va marca evoluțiile politice în următorii ani era criza dinastică declanșată de renunțarea principelui Carol la drepturile sale la tron. Lucrurile s-au agravat odată cu decesul, în anul 1927 a regelui Ferdinand și apoi, la câteva luni după aceea, în noiembrie, cel al lui Ion I.C. Brătianu.
În luna decembrie 1927, PNȚ a declanșat o adevărată campanie de răsturnare a guvernului, condus acum de Vintilă Brătianu, mizând pe organizarea unor adunări și demonstrații de masă. Punctul culminant al acestei tactici a fost adunarea națională de la Alba-Iulia din 6 mai 1928, la care au luat parte circa 100.000 de oameni și la care se pare că se aștepta să aibă loc întoarcerea în țară a lui Carol. Acesta din urmă a fost însă împiedicat de autoritățile engleze să decoleze spre România. Moțiunea adoptată de adunare solicita demisia guvernului liberal și instalarea imediată a unui guvern național-țărănist. Regența nu a dat însă curs acestei cereri, astfel că PNȚ a hotărât constituirea unui parlament, care să funcționeze paralel cu cel existent.
În urma eșecurilor de a obține un împrumut extern destinat să stabilizeze moneda națională, la 3 noiembrie 1928, Vintilă Brătianu a prezentat demisia guvernului său. După consultări politice cu liderii vremii, la 8 noiembrie 1928, Regența a încredințat mandatul de formare a guvernului lui Iuliu Maniu.

### Prima guvernare (1928-1931)

#### Evoluții politice
Primul guvern național-țărănist a depus jurământul la 10 noiembrie 1928. Alegerile din decembrie 1928 au adus victoria PNȚ, care a câștigat 77,76% din voturi și 348 de mandate de deputat. Președinția Consiliului de Miniștri a fost păstrată de Iuliu Maniu.
La 7 octombrie 1929 a încetat din viață Gheorghe Buzdugan, membru al Regenței. Sub influența lui Iuliu Maniu, Parlamentul l-a ales ca înlocuitor pe Constantin Sărățeanu, consilier la Curtea de Casație, un personaj șters, a cărui alegere a contribuit la scăderea prestigiului Regenței.
Pe acest fond, la 6 iunie 1930, Carol s-a reîntors în țară. Iuliu Maniu i-a oferit acestuia intrarea în Regență, sub condiția de a-și relua căsătoria cu principesa Elena și a renunța la legătura cu Elena Lupescu și a solicitat angajamentul lui Carol de a respecta regimul constituțional. Neobținând acceptarea lui Carol, dar abținându-se de la luarea măsurilor legale la care era îndreptățit (respectiv expulzarea lui Carol) Maniu a demisionat în seara zilei de 7 iunie, când s-a format un nou guvern PNȚ condus de Gheorghe Gh. Mironescu, care a organizat preluarea tronului de către Carol, la 8 iunie 1930. Ulterior, la 13 iunie, Carol l-a numit din nou pe Maniu în funcția de prim-ministru. La 12 august 1930 sosea în țară și Elena Lupescu; episodul avea să fie punctul declanșator al unei ostilități profunde între Maniu și așa-numita „camarilă regală” adunată în jurul acesteia, care avea să dureze până la abdicarea lui Carol în 1940.
La 8 octombrie 1930, Maniu a demisionat din nou, invocând starea sa de sănătate. Prim-ministru a fost numit din nou Gheorghe Gh. Mironescu. Acesta a demisionat la data de 4 aprilie 1931, în urma unei crize de guvern provocate de Mihail Manoilescu, moment care marchează finalul primei guvernări național-țărăniste.

#### Evoluții legislative și economice
Guvernul PNȚ a contractat o serie de împrumuturi externe, pe baza cărora s-a trecut la stabilizarea monetară a leului, a cărui greutate în aur a fost scăzută de circa 32 de ori față de anul 1892, precum și la convertibilitatea deplină a monedei naționale. În acest context, s-au acordat o serie de monopoluri pe termen lung unor firme străine – monopolul chibriturilor a fost încredințat firmei suedeze Svenska Tändsticks Aktiebolaget, telefoanele au fost concesionate către International Telephone and Telegraph Corporation (S.U.A.) etc. La 16 martie 1929 s-a publicat legea pentru organizarea și administrarea pe baze comerciale a întreprinderilor publice. Legea prevedea că toate concesiunile urmau a se face prin licitație publică; pe baza legii s-au constituit regii autonome în domeniul căilor ferate, telecomunicațiilor, petrolului, gazului metan etc.
În prima parte a guvernării sale, Partidul Național Țărănesc a adoptat o serie de schimbări în politica internă și externă, precum și în plan social și economic.
În plan intern, scopul principal al partidului era acela de a da statului o organizare democratică, în acest sens una dintre cele mai importante legi adoptate în timpul primei guvernări național-țărăniste a fost legea privind organizarea administrativă a României, acest proiect de lege a fost adoptat de Constantin Stere și prevedea: „o largă autonomie locală, îngrădirea dreptului puterii centrale de a interveni în treburile interne ale comunelor și județelor”, pe lângă asta se dorea crearea unei noi unități administrative-provincia. Alte legi date de Partidul Național Țărănesc în plan intern au fost: în 24 martie 1929 a fost publicată legea pentru organizarea jandarmeriei rurale, legea prevedea că jandarmii erau selectați din rândul gradaților reangajați, urmând apoi să facă o scoală de profil; în 29 iulie 1929 a fost dată legea pentru organizarea poliției generale a statului, aceasta prevedea crearea unor organe speciale de poliție socială și de moravuri, precum și limitarea utilizării poliției de către prefecți; în iulie 1929 a fost dată legea cu privire la organizarea învățământului agricol și casnic, cu scopul de a forma oameni pregătiți pentru o agricultură intensă; legea din februarie 1930, prin intermediul căreia s-a făcut primul recensământ general al populației României de după Primul Război Mondial, un proiect la care s-a muncit extrem de mult, însă extrem de folositor pentru istoria României.
În plan economic, legile adoptate de guvernarea partidului Național-Țărănesc au fost: legea din 7 februarie 1929, aceasta prevedea că moneda română era leul, cântărind 10 miligrame aur de 9/10; legea pentru ameliorarea terenurilor degradate în iunie 1930; legea pentru înființarea de silozuri în 10 iunie 1930, legea pentru plantarea drumurilor publice, a pășunilor și a hotarelor dată în aprilie 1930. De asemenea, în plan economic guvernul s-a preocupat de asigurarea unui credit cât mai larg, care a ajutat la dezvoltarea agriculturii românești, în acest scop, în 20 august 1930 s-a creat legea pentru organizarea creditului Funciar Rural și a creditului agricol cu un capital de 500 milioane lei.
În plan social, național-țărănistii au votat mai multe legi de conversiune a datoriilor agricole, care în fond a însemnat o amânare a plății acestora. De asemenea, în plan social în data de 30 martie 1931, a fost votată legea pentru revizuirea împroprietării( al cărui scop era înlăturarea abuzurilor comise cu prilejul aplicării reformei agrare). Altă lege importantă, în plan social a fost cea din 4 martie 1930, legea pentru retificarea tratatului de muncă încheiat între Franța și România(prin această lege cele două țări ofereau populației șanesele de a lucra în una din cele două țări, astfel românii puteau pleca  în Franța pentru a munci). În domeniul politicii sanitare, guvernarea Partdiului Național Țărănesc a dat o nouă lege în 14 iulie 1930, conform căreia se crea un Oficiu de ocrotire în fiecare capitală de județ, acesta având ca scop îngrijirea de sănătatea populației din acel județ.
În fața greutăților financiare guvernarea național-țărănistă a luat o măsura drastic: reducerea salariilor cu 10-25%, s-a asistat la acordarea de gradații, iar avansările în funcțiile publice nu mai erau însoțite de creșteri ale venitului lunar. Național-țărăniștii s-au confruntat cu conflicte sociale declanșate de criza economică în care s-a aflat țara.(în acest sens a avut loc greva muncitorilor de la Lupeni, angajații cereau încheierea unui nou contract de muncă prin care cereau ziua de lucru să fie de 8 ore, mărirea salariilor cu 40% pentru muncitorii de la focuri și puțuri, desființarea amenzilor, aprovizionarea cu alimente și bocanci cu preț redus, interzicerea utilizărilor minorilor în subteran. Aceste tratative au durat 8 luni, ulterior muncitorii au decis să declanșeze greva, în acest context au intervenit organele locale fiind uciși 22 de muncitori și 58 fiind răniți[3]).Ei au încurajat capitalurile străine, ducând o politică cunoscută sub numele de: “porțile deschise capitalului străin”.
Național-țărăniștii au introdus măsuri menite să îmbunătățească agricultura: în 1929 au sporit cuantumul creditului disponibil în zonele rurale și au înființat noi instituții pentru a acorda credite(această lege însă s-a dovedit ineficientă din cauza crizei economice); în 1 august 1929 a introdus legea tarifelor vamale(încuraja comerțul exterior, reducerea taxelor vamale la importul de mașini agricole și unele bunuri de consum) legea din 28 martie 1929 privea organizarea coperativelor(însa ea a oferit avantaje reduse maselor de țărani, vizând mai mult țăranii înstăriți). Astfel, programul agrar al Partidului Național Țărănesc nu a reușit să rezolve problemele fundamentale ale agriculturii. Partidul Național Țăranesc a acordat o atenție mică în ceea ce privește industria. Cu toate acestea ei au recunoscut necesitatea îmbunătățirii rețelei de transport și comunicații, astfel în 1929 au înființat un program de reparații feroviare și construcții de șosele, în 1930 au hotărât să creeze un sistem național de legături telefonice. Criza declanșată în 1929 a afectat toate ramurile economiei în România. Guvernul național-țărănist a încercat numeroase măsuri pentru a combate criza. Aceste măsuri au afectat în special țăranii, aceștia trebuind să plătească toate taxele datorate statului, în cazul în care nu plăteau proprietățile le erau scoase la licitație. Principalul motiv al acestei acțiuni a fost lipsa disperată de bani a guvernului. În 18 decembrie 1931 guvernul a ordonat strângerea forțată a datoriilor proprietarilor din mediul rural și a adoptat un program de conversie a datoriilor.
Alte măsuri legislative importante au privit cooperația, vânzarea pe credit a mașinilor industriale, organizarea Creditului Funciar Rural și a Creditului Agricol, ameliorarea terenurilor degradate, adoptarea unui nou tarif vamal, inițierea unui vast program de modernizare a drumurilor, reglementarea circulației pământurilor cultivabile (prin care se stabilea o limită de 25 ha de familie pentru dobânditorii de teren cultivabil, care nu puteau fi decât cetățeni români, care să fie agricultori), reprimarea cametei, introducerea contractului colectiv de muncă (lege prin care se introducea, pentru prima dată, concediul de odihnă plătit de 7-30 de zile pe an), reorganizarea administrativă a țării etc.
Guvernele PNȚ au fost însă nevoite să opereze într-un context economic dificil, dominat de marea criză economică începută în anul 1929. Prețul petrolului și al produselor agricole (principalele mărfuri de export ale României) a scăzut dramatic, ajungându-se ca, în ciuda dublării sau triplării producției și a exporturilor sumele încasate să fie mai scăzute.
Conjunctura economică dificilă a obligat guvernul să înceapă aplicarea „curbelor de sacrificiu”; prima dintre acestea s-a aplicat de la 1 ianuarie 1931 și a constat în scăderea salariilor tuturor funcționarilor publici cu circa 10-25%.

### În opoziție (1931-1932)
La 18 aprilie 1931 s-a constituit un guvern de uniune națională, în fapt un guvern de tehnicieni, condus de Nicolae Iorga, care a dizolvat Parlamentul și a convocat noi alegeri parlamentare, la care PNȚ s-a clasat pe locul al doilea. În contextul în care liderii PNȚ erau acuzați că s-ar fi îmbogățit pe căi necinstite, Ion Mihalache a depus un proiect de lege privind controlul averii tuturor funcționarilor publici și demnitarilor de după 1914 și pentru apărarea onoarei. Averea care nu putea fi justificată, urma a fi confiscată de către stat. Proiectul nu a trecut însă de comisiile tehnice ale Parlamentului.  
Lipsit de sprijinul unui partid politic puternic, Iorga a prezentat demisia guvernului la 31 mai 1932, răspunderea formării unui nou cabinet fiindu-i încredințată lui Alexandru Vaida-Voievod.

### A doua guvernare

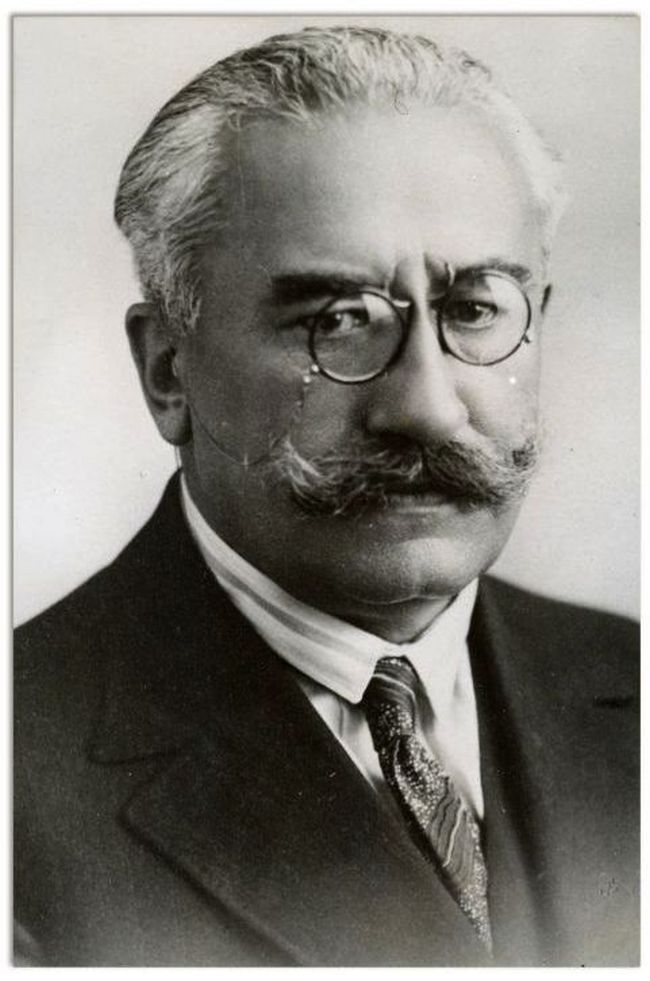
Alexandru Vaida-Voievod

Guvernul Vaida-Voievod, instalat la 6 iunie 1932 a avut ca primă misiune organizarea de noi alegeri, care au fost câștigate, la limită, de PNȚ. 
Legislația promovată de guvern a dus la scăderea impozitelor (de exemplu impozitul profesional, pentru avocați, medici, ingineri ș.a. se reducea de la 8% la 6%, iar impozitul agricol scădea cu 50% etc.). În timpul acestei guvernări s-a adoptat și legea controlului averii funcționarilor publici; controlul averii se făcea de către magistrați, la sesizarea oricărei persoane care avea indicii care justificau bănuiala unor activități ilicite; în cazul în care averea era nejustificată, se aplica un impozit de 90%; în cazul în care cel controlat își justifica averea însă, denunțătorul putea fi pedepsit cu închisoare până la un an .
Vaida și-a depus mandatul la 17 octombrie 1932, mandatul de prim-ministru fiind preluat, pentru ultima dată, de Iuliu Maniu. Cea mai importantă măsură luată de Guvern a fost introducerea contingentărilor la import, prin care se stabileau cote de import la o scară largă de produse, în scopul protecției producției naționale. Aceasta marca practic renunțarea PNȚ la politica „porților deschise”, care fusese pilonul viziunii economice național-țărăniste. 
În urma unui conflict declanșat de dorința lui Ion Mihalache de a înlocui pe Gabriel Marinescu din funcție de prefect al poliției capitalei (care fusese numit însă de Carol), Maniu și-a prezentat demisia la 12 ianuarie 1933, când Alexandru Vaida-Voievod a fost numit din nou prim-ministru. Ulterior, la 2 aprilie, Maniu avea să demisioneze și din funcția de președinte al partidului, care a fost preluată tot de Vaida. 
Noul guvern Vaida a operat într-o conjunctură dificilă. În februarie 1933, a fost nevoit să recurgă la forță pentru reprimarea grevelor muncitorilor de la „Atelierele Grivița”, introducându-se starea de asediu.
Printre măsurile legislative ale guvernului PNȚ s-au numărat legea pentru unificarea asigurărilor sociale, înființarea jurisdicției muncii, , înființarea impozitului pe venitul global etc.
Confruntat cu nemulțumirea regelui Carol și cu agitația liberalilor, guvernul Vaida a demisionat la 9 noiembrie 1933.

### Din nou în opoziție (1933-1938)

Ion Mihalache în costum țărănesc

După pierderea puterii, Vaida-Voievod a demisionat și din funcția de președinte al partidului, funcție preluată de Ion Mihalache, la 21 noiembrie 1933. Perioada a fost marcată de opoziția PNȚ la tendințele autoritare ale regelui Carol, la care acesta era îndemnat de camarila polarizată în jurul său și al Elenei Lupescu. În 1935, nu fără amestecul lui Carol, Vaida-Voievod a decis să părăsească PNȚ, înființând Frontul Românesc.
La demisia guvernului PNL condus de Gheorghe Tătărescu, în noiembrie 1937, mandatul de premier i-a fost acordat lui Ion Mihalache, dar numai cu condiția ca acesta să ajungă la o înțelegere cu Vaida, care avea sprijinul lui Carol. Mihalache a respins însă propunerea, renunțând la singura posibilitate din viața sa de a deveni șef de guvern. În aceste condiții, Tătărescu a primit un nou mandat de prim-ministru, iar Mihalache a renunțat la funcția de președinte al partidului în favoarea lui Maniu, cu cuvintele „d-le Maniu ia comanda și dă porunca” .
Campania electorală care a urmat a fost una dintre cele mai virulente, plasându-se sub spectrul ascensiunii partidelor naționaliste, de extremă dreaptă, și al tendințelor de instaurare a dictaturii regale. PNȚ a încheiat, la 25 noiembrie 1937 un pact de neagresiune electorală cu PNL (Gheorghe Brătianu)și Garda de Fier, un act controversat, dar care a fost justificat de Maniu ca intenție de a realiza o platformă împotriva instaurării regimului de dictatură regală. Alegerile nu au dat câștig de cauză nici unui partid, ceea ce a permis lui Carol să numească prim-ministru pe Octavian Goga, conducător al Partidului Național Creștin, formațiune politică de dreapta, clasată însă pe locul 4 la alegeri. Unii lideri țărăniști (printre care Armand Călinescu) au acceptat să facă parte din guvernul Goga, motiv pentru care au fost excluși din PNȚ. Un efect neașteptat a fost însă înscrierea în partid a lui Nicolae Titulescu, precum și a colaboratorilor acestuia. 
La 10 februarie 1938 însă, regele obține demisia lui Goga și decide instaurarea regimului de dictatură regală, consacrat la nivel legislativ de Constituția din 1938, adoptată prin plebiscit la 27 februarie 1938.

### Perioada suprimării partidelor politice (1938-1944)
La 30 martie 1938 se adoptă un decret-lege prin care toate partidele politice au fost dizolvate. Deși dizolvat în mod formal și pus în incapacitate de a mai recurge la manifestări publice, PNȚ a continuat să aibă o viață internă de organizație. Multe din publicațiile național-țărăniste au continuat să apară („Dreptatea”, până la 29 iunie 1938, „Țărănismul”, până ianuarie 1940 etc.). Poziția partidului era exprimată prin memorii adresate lui Carol. După abdicarea acestuia, la 6 septembrie 1940, conducerea partidului, reprezentată de Maniu, și-a exprimat punctele de vedere cu privire la conducerea țării prin memorii care au fost adresate lui Ion Antonescu. 
Măsurile de represiune împotriva membrilor PNȚ au existat, dar au fost departe de amploarea pe care aveau să o atingă după instalarea regimului comunist în România. Astfel, o serie de fruntași ai partidului, printre care Virgil Madgearu (care a fost asasinat în cele din urmă de legionari în noiembrie 1940), Ilie Lazăr, Aurel Leucuția, Corneliu Coposu au avut a înfrunta, în timpul dictaturii regale, măsuri de tipul domiciliului obligatoriu, închisoare sau lagăre de internare.
Iuliu Maniu și Ion Mihalache au fost solicitați să participe le cele două consilii de coroană din 29-30, respectiv 30-31 august 1940, în care s-a dezbătut atitudinea României față de Dictatul de la Viena, ocazie cu care s-au opus cedării fără luptă a Transilvaniei de Nord. Iuliu Maniu a trimis cu aceeași ocazie telegrame de protest lui Hitler și Mussolini.
În condițiile în care Carol a fost nevoit să abdice, iar puterea a fost preluată de Ion Antonescu, Iuliu Maniu a fost rezervat față de dorința acestuia ca PNȚ să participe la noul guvern. PNȚ a salutat intrarea României în războiul împotriva URSS, dar nu a fost de acord cu participarea la război peste râul Nistru. Pe măsură ce situația frontului din est se înrăutățea, ajungându-se ca, la începutul anului 1944 trupele sovietice să ajungă pe teritoriul românesc, Maniu și-a sporit insistențele pentru ca Antonescu să încheie un armistițiu cu puterile aliate. Armistițiul era însă dificil, dat fiind că aliații impuseseră formula capitulării necondiționate pentru toți sateliții Germaniei; astfel, Antonescu a refuzat propunerea sovietică de armistițiu din 12 aprilie 1944, care era formulată pe această bază.
PNȚ s-a orientat spre o colaborare cu PNL, Partidul Social Democrat și Partidul Comunist Român, care, deși nu avea o bază de mase considerabilă, era văzut totuși ca un aliat util pentru câștigarea bunăvoinței URSS. Astfel s-a constituit Blocul Național Democrat, care avea să joace un rol important în pregătirea înlăturării lui Ion Antonescu. 
Iuliu Maniu a continuat totuși până în ultimul moment eforturile de a-l determina pe Antonescu să încheie el armistițiul. În seara zilei de 22 august 1944, Ion Mihalache s-a deplasat în acest scop la Snagov, la reședința mareșalului; acesta, deși realiza că Germania pierde războiul își rezerva dreptul de a decide singur momentul încheierii armistițiului. A doua zi, la 23 august, dimineața, Antonescu a solicitat totuși un asentiment scris al opoziției pentru încheierea armistițiului, bază pe care ar fi putut semna armistițiul în condițiilor propuse de Aliați. Acest lucru nu s-a întâmplat însă până în după-amiaza zilei, când Antonescu a fost arestat.
Imediat, s-a constituit un nou guvern, condus de generalul Constantin Sănătescu, în care au intrat ca miniștri fără portofoliu personalități desemnate de cele patru partide din Blocul Național Democrat, printre care și Iuliu Maniu din partea PNȚ.

### Crepusculul activității politice a PNȚ (1944-1947)
La 31 august 1944 a fost repusă parțial în vigoare Constituția din 1923, ceea ce a permis reluarea legală a activității PNȚ. Perioada următoare a fost dominată de lupta împotriva instaurării regimului comunist în România și salvarea libertăților democratice puse în pericol de instaurarea, cu sprijin sovietic, a guvernului Petru Groza, la 6 martie 1945. La presiunile SUA și ale Marii Britanii, s-a acceptat ca guvernul Groza să includă, la 7 ianuarie 1946, și reprezentanți ai PNL și PNȚ. După cum a arătat Corneliu Coposu, ”în 1945, în epoca ocupației sovietice, PNȚ avea înscriși 2.125.000 de aderenți. Asta pot să confirm pentru că eu, în calitate de secretar general adjunct, mă ocupam cu evidența membrilor de partid”.
Alegerile programate pentru noiembrie 1946 aveau să fie decisive pentru viitorul țării. Ele s-au încheiat cu victoria Blocului Partidelor Democrate, condus de comuniști, care au obținut conform numărătorii oficiale, 68,62% din voturi, rezultate însă care, potrivit opiniei majorității istoricilor nu reflectă rezultatele reale, fiind falsificate.  
În condițiile în care activitatea oficială a PNȚ era tot mai dificilă, conducerea partidului a luat hotărârea ca o parte din liderii partidului să plece în străinătate pentru a-și desfășura activitatea în mod liber. La 14 iulie 1947 la Tămădău însă, Ion Mihalache (atunci vicepreședinte al partidului, Nicolae Penescu (secretar general al partidului), Nicolae Carandino (directorul ziarului „Dreptatea”) și Ilie Lazăr  (membru în Delegația Permanentă) au fost arestați. Represiunea care a urmat împotriva PNȚ a fost extrem de virulentă. La 19 iulie, Adunarea Deputaților a hotărât ridicarea imunității tuturor parlamentarilor țărăniști, iar la 29 iulie guvernul decidea dizolvarea partidului. 
A urmat arestarea conducătorilor PNȚ, trimiterea lor în judecată și condamnarea acestora pentru „complot împotriva guvernului legal al țării”. Condamnările au fost grele: Iuliu Maniu și Ion Mihalache au fost condamnați la închisoare pe viață; alți lideri ai partidului au primit și ei pedepse grele. Conducerea partidului a fost practic decapitată, PNȚ fiind pus în imposibilitatea de a mai desfășura activități importante până la căderea regimului comunist.

### Renașterea după 1990
După Revoluția din 1989, un grup de foști lideri ai PNȚ, printre care s-au remarcat în special Corneliu Coposu, Ion Rațiu și Ion Diaconescu, au reconstituit partidul, sub numele de Partidul Național Țărănesc Creștin Democrat (PNȚCD). Acesta a fost un factor de primă importanță în viața politică românească în perioada 1992-1996 (când a fost principalul partid de opoziție) și între 1996 și 2000 când a fost principalul partid de guvernare. După alegerile din noiembrie 2000, când nu a reușit să mai pătrundă în Parlament, partidul a scăzut în semnificație și nu a mai reușit să joace un rol politic important. La alegerile parlamentare din decembrie 2012 partidul a reușit să obțină un loc în Senat și un loc in Camera Deputaților.

## Rezultatele în alegeri
Partidul Național Țărănesc (PNȚ) a avut următoarele performanțe electorale:
| An   | % voturi | Observații                                                                             |
| ---- | -------- | -------------------------------------------------------------------------------------- |
| 1928 | 77,76%   | Ajunge la guvernare.                                                                   |
| 1931 | 14,99%   | PNL a câștigat cu 47,49%.                                                              |
| 1932 | 40,3%    | Ajunge la guvernare                                                                    |
| 1937 | 20,4%    | PNL a avut 35,9%.                                                                      |
| 1946 | 12,9%    | Așa-zisul Bloc al Partidelor Democrate (BPD) a câștigat fraudulos alegerile de atunci. |

## Doctrina

### Concepții politice
Programul PNȚ adoptat în 1926 cerea adoptarea unei noi Constituții, care „să izvorască din consensul voinței cetățenilor liber manifestat”; Constituția urma să prevadă o reală responsabilitate ministerial și a funcționarilor publici, independența justiției, asigurarea autonomiei locale și a descentralizării administrative; regimul minorităților și cultelor urma să fie baza pe Rezoluția adoptată la Alba Iulia la 1 decembrie 1918. Se cerea să se interzică funcționarilor publici de a face parte din administrația societăților anonime sub orice formă . După cum a explicat Corneliu Coposu, care a fost începînd din 1937 (și pînă la arestare) secretarul politic al lui Iuliu Maniu, în centrul doctrinei național-țărăniste stătea ”mai întîi, ideea protejării categoriilor mai puțin favorizate din societatea româneasă, ideea compensării nedreptăților de care a suferit majoritatea poporului român și care, fiind frustrată vreme de secole de drepturile elementare, trebuia să fie repusă pe linia de plutire printr-o protecție special acordată pînă la nivelarea decalajului dintre țărănimea română și celelalte categorii sociale. Liberalii reprezentau burghezia orașelor și oamenii de la țară mai ridicați din punctul de vedere al venitului, în acest timp țărănimea nefiind o clasă socială, ci o categorie compusă din infinite clase sociale. Cred că în rîndurile țărănimii existau mai multe categorii decît în oricare domeniu social” .

### Concepții economice
PNȚ și-a făurit o concepție economică proprie, sintetizată inițial în formula „porților deschise” – care permitea accesul liber al capitalului străin în economie, în condiții de egalitate cu cel românesc -, în opoziție față de liberali care promovau politica definită prin sintagma „prin noi înșine”, care trata cu prioritate capitalul românesc. După opinia național-țărăniștilor, doctrina liberală era însă inaplicabilă vis-a-vis de realitățile românești, întrucât în țară nu existau suficiente cadre, nici capitalul necesar pentru a asigura dezvoltarea economică a țării, iar naționalismul economic al PNL servea în realitate drept paravan la pentru interesele economice ale membrilor acestui partid.
Un alt element al concepției economice național-țărăniste era „democratizarea capitalului” – în acest context se susținea necesitatea exploatării bunurilor proprietatea statului de către regii autonome sau societăți cooperative în care capitalul să fie adunat de la un mare număr de cetățeni .
Un punct de mare importanță pentru partid a fost organizarea cooperației, ca o contrapondere la structurile financiare controlate de partidul liberal. Instituțiile cooperatiste urmau să participe la exploatarea bogățiilor statului și să se bucure de înlesniri de credit din partea Băncii Naționale. Ion Mihalache declara că PNȚ dorește un alt raport între muncă și capital: „nu munca să fie dominată și exploatată de capital … idealul nostru este să fie capitalul salariat și profitul să fie al muncitorimii, așa cum, pe scară redusă, este realizat în cooperație” .
Ideologii PNȚ se pronunțau pentru o nouă societate, care s-ar plasa între comunism și capitalism , în cadrul căreia agricultura ocupa locul primordial. Sprijinul statului trebuia acordat numai acelor industrii „care consumă și prelucrează materia primă națională și întrebuințează capital și brațe românești” .

### Modul de organizare
Conform Statutului aprobat în 1926, partidul avea organizații la nivel local, județean, provincial și central. Fiecare dintre aceste organizații era condusă de o adunare deliberativă – sfatul sau congresul -, de un comitet executiv și de un birou permanent. Organele auxiliare ale partidului erau: presa, casele de sfat, cluburile și cercurile de studii .

## Lideri politici importanți
- Iuliu Maniu, președinte al partidului, prim-ministru
- Ion Mihalache, președinte al partidului
- Anton Crihan, ministru de agriculturii
- Alexandru Vaida-Voievod, președinte al partidului, prim-ministru (demisionar din partid în 1935)
- Dr. Nicolae Lupu, vicepreședinte al partidului (demisionar din partid în mai multe rânduri)
- Ștefan Cicio-Pop, președinte al Adunării Deputaților
- Virgil Madgearu, vicepreședinte al partidului, economist de marcă
- Christache Teodoru, Deputat de Covurlui din Iulie 1932 pâna în Noiembrie 1933. S-a retras din Partidul Național Țărănesc, urmându-l pe dl. Alexandru Vaida-Voievod care a înființat Frontul Românesc
- Armand Călinescu, ministru de interne, al educației, al apărării naționale si prim-ministru s-a distins prin lupta împotriva organizațiilor de extrema dreapta ceea ce i-a adus denumirea de "omul de oțel al României" de către publicațiile franceze. Acesta a fost asasinat de către Garda de Fier pentru acțiunile de a reprima această organizație de extremă dreapta.

## Vezi și
- Țărănism